# Microtoena moupinensis
Microtoena moupinensis là một loài thực vật có hoa trong họ Hoa môi. Loài này được (Franch.) Prain mô tả khoa học đầu tiên năm 1896.